# Kukunni
Kukunni o Kukkunni (fl. XIV secolo a.C.) è stato un sovrano della seconda metà del XIV secolo a.C. della città anatolica di Wilusa, sita in area Arzawa; è il nome proprio di re più antico, tra quelli giunti sino a noi, della città passata alla storia con l'appellativo greco di Troia.
Kukunni viene ricordato in un trattato di alleanza e vassallaggio, posteriore alla sua morte, stipulato nel 1280 ca. tra il sovrano Ittita Muwatalli II e Alaksandu re di Wilusa, passato alla storia appunto come Trattato di Alaksandu, nel quale si ricorda che ai tempi della rivolta di Arzawa contro il nonno di Muwatalli, Šuppiluliuma I, il re Kukunni di Wilusa non si era unito agli altri Stati di Arzawa ed anzi era rimasto alleato degli Ittiti, proseguendo nell'invio di tributi.
Quello che se ne deduce è che Kukunni fosse un re vassallo ittita, riconfermato sul trono proprio da Šuppiluliuma I dopo aver riconquistato Arzawa attorno al 1345-1340 a.C., dividendola in piccoli regni e ponendo sui rispettivi troni dei re a lui sottomessi. Non è escluso che Wilusa, sempre ai margini della vita degli altri stati arzawa, essendo rimasta fuori dalla rivolta del 1340, lo fosse stata anche dal conflitto che la nazione Arzawa unita di re Tarhuna-Radu aveva condotto con successo contro gli Ittiti attorno al 1370, e che magari Kukunni fosse pertanto giunto al trono per vie diverse rispetto al sostegno ittita.
Dal trattato si desume che il diretto successore di Kukunni sia  stato proprio Alaksandu e quindi lo stesso Kukunni avrebbe regnato assai a lungo su Wilusa ; nel "Trattato" pare di leggere anche la parola padre; appare tuttavia evidente che per poter restare sul trono, Alaksandu abbia poi avuto necessità dell'intervento ittita, poiché qualcuno lo aveva detronizzato.
Per la coincidenza cronologica pare lecito ricollegare la vicenda a quella narrata nella cosiddetta Lettera di Manhapa-Tarhunta, ove si fa riferimento ad una presa armata di Wilusa da parte di un certo Piyama-Radu, alleato o emissario di Ahhiyawa, identificato come una qualche entità politica micenea.
Non si hanno altre notizie di Kukunni nei documenti a noi giunti.